# Нейман, Матвей Семёнович
Матвей Семёнович Не́йман (настоящее имя Моисей Шебетьевич Нейман; 12 [24] января 1900, Иваново-Вознесенск, Владимирская губерния — 25 августа 1978, Москва) — советский театральный актёр. Заслуженный артист РСФСР (1958). Лауреат Сталинской премии второй степени (1946).

## Биография
Родился 12 (25) января 1900 года в Иваново-Вознесенске (ныне Иваново). Отец — Шаббетай Моисеевич Нейман, родной брат караимского газзана С. М. Неймана.
Окончил КМДИ имени Н. В. Лысенко. В 1923—1932 годах работал в киевских театрах. В 1932—1934 годах — актёр театра-студии под руководством Ю. А. Завадского, в 1935—1939 годах — актёр Областного театра драмы и комедии, с 1939 года — ЦДТ.
Умер в Москве в 1978 году. Урна с прахом захоронена в колумбарии Донского кладбища.

### Семья
- Жена — Нина Дмитриевна Нейман (1894—1976)[1].
- Брат — Исаак Шебетьевич Нейман (1893—?), учёный-механик, доктор технических наук, профессор, лауреат Сталинской премии (1943).
- Сестра — Раиса Семёновна Нейман (1898—?), инженер-технолог, специалист по крашению растительных волокон[2].

## Театральные работы
- «Двенадцатая ночь» У. Шекспира — Мальволио
- «Дети Ванюшина» С. А. Найдёнова — Щёткин
- «Как закалялась сталь» по Н. А. Островскому — Червинский
- «Грач — птица весенняя» по С. Д. Мстиславскому — Медников
- «Золотой гусь» по Г. Х. Андерсену — Король
- «Горе от ума» А. С. Грибоедова — Антон Антонович Загорецкий
- «Горя бояться — счастья не видать» С. Я. Маршака — Андрон Кузьмич
- 1944 — «Город мастеров» Т. Г. Габбе — герцог де Маликорн
- 1948 — «Не было ни гроша, да вдруг алтын» А. Н. Островского — Михей Михеевич Крутицкий
- 1949 — «Снежная королева» Е. Л. Шварца — Коммерции советник
- 1952 — «Мёртвые души» Н. В. Гоголя — Степан Плюшкин
- 1954 — «Мещанин во дворянстве» Мольера — Учитель философии; «В добрый час!» В. С. Розова — Пётр Иванович Аверин
- 1955 — «Сказки» С. Я. Маршака — Злой дед
- 1957 — «Борис Годунов» А. С. Пушкина — В. И. Шуйский
- 1976 — «Враги» М. Горького — Печенегов
- «Сказка о потерянном времени» Е. Л. Шварца — профессор Смирнов
- «Король Матиуш Первый» Я. Корчака — Министр справедливости
- «Романтики» Э. Ростана — Паскино
- «Весёлое сновидение» С. В. Михалкова — Бригелла
- «Тайна вечной ночи» И. В. Луковского — Русанов
- «Перед ужином» В. С. Розова — Николай Фёдорович Неделин
- «Семья» И. Ф. Попова — П. Н. Дурново

## Фильмография
- 1972 — Следствие ведут ЗнаТоКи. «Динозавр» (1 серия) —  посетитель ресторана
- 1975 — Страницы журнала Печорина —  муж Веры

## Награды и премии
- Сталинская премия второй степени (1946) — за исполнение роли герцога де Маликорна в спектакле «Город мастеров» Т. Г. Габбе
- заслуженный артист РСФСР (1958)